# Constantin Christescu
Constantin Christescu  (n. 2 decembrie 1866, Pădureți:p. 430 - d. 9 mai 1923, București:p. 106) a fost unul dintre generalii Armatei României din Primul Război Mondial.
A ocupat funcția de șef al Marelui Cartier General de la 1 aprilie până la 9 noiembrie 1918.

## Biografie
A urmat cursurile Școlii de ofițeri de infanterie și cavalerie din București, pe care a absolvit-o în anul 1887. A absolvit apoi Școala politehnică din Paris în 1890, Școala de aplicație de artilerie și geniu de la Fontainbleau în 1892 și Școala superioară de război din Paris în 1894. Constantin Christescu  1866 – 1923, general al Armatei României din Primul Război Mondial, ales membru al Academiei Române post-mortem în anul 2017.

## Cariera militară
- Profesor ajutor, apoi profesor titular la Școala Superioară de Război.
- 1910 - 1912: Comandant al Școlii Superioare de Război.
- 1912 - 1916: Subșef al Marelui Stat Major.
- august - septembrie 1916: Șef de Stat Major al Armatei a 2-a române.
- septembrie 1916: Șef de stat Major al Armatei a 3-a române și al Grupului de armate general Averescu.
- 10 noiembrie - 5 decembrie 1916: Comandant al Armatei de Nord române.
- decembrie 1916 - iulie 1917: Subșef al Marelui Cartier General.
- iulie 1917: Comandant al Armatei 1 române.
- 1917 - 1918: Inspector al centrelor de recruți din Moldova.
- aprilie 1920 - mai 1923: Șef al Marelui Stat Major.

În anul 1913 a contribuit esențial la elaborarea planurilor de operații ale armatei române, pe baza acestor planuri armata sârbă aliată obținând o mare victorie împotriva armatei bulgare în cel de-al doilea război balcanic.
Constantin Argetoianu îl considera pe generalul Christescu o victimă a persecuțiilor politice ale liberalilor, care nu i-au recunoscut meritele de pe timpul războiului: "O bună parte din ce s-a mai găsit în noiembrie sub arme și în depozite s-a datorat abilității cu care generalul Christescu a falsificat statele efectivelor și inventarele magaziilor noastre. Ceea ce nu l-a împiedicat să iese din război nedecorat cu „Mihai Viteazul", pe care l-au primit aproape toți generalii. Chestiunea cu «microcefalul» în hârtiile lui Sturdza nu i-a fost iertată niciodată. La Mărășești nu i s-a dat comanda decât ca să i se rupă după câteva zile șalele."
A murit la data de 9 mai 1923. I s-a refuzat înmormântarea la Mausoleul de la Mărășești și mormântul lui este în cimitirul Bellu din București.
La 11 mai 1923, la Academia Română, a avut loc ședința pentru cinstirea memoriei regretatului general Christescu, la care Grigore Antipa, în cuvântarea sa, a spus: “Generalului Christescu i se datorește cea mai mare victorie a armatei române în războiul mondial; căci este acela, care, prin marele sale talente de organizator, a refăcut armata noastră în Moldova și care a organizat lupta ei eroică și a pregătit biruința de la Mărășești, provocând nu numai admirația aliaților ci și respectul dușmanilor. (...) Pentru cugetarea românească, generalul Christescu este cea mai splendidă manifestare a geniului românesc, atât ca cugetător cât și ca artist creator în arta și știința strategiei. (...) Pentru poporul nostru, generalul Christescu, fiu de sătean din județul Argeș, este cea mai strălucită dovadă de comoară de energie și inteligență care zace în el și care constituie cea mai sigură garanție a viitorului strălucit al acestei națiuni. Moartea generalului Christescu este un doliu național. ”

## Lucrări
- Conferințe asupra tacticei generale făcute de Colonelul C. Cristescu, Tipografia Școalei Superioare de Răsboiu, București, 1912
- Elemente de tactica generala. Rezumatul conferințelor ținute de Colonelul C. Christescu, Litografia Școalei Superioare de Răsboiu, București, 1911-1912
- C. Christescu, Strategie și Tactică, București, 1905
- Tactica generală. Conferințe ținute în anul II-lea, de Maiorul Christescu C-tin, Profesorul cursului, Tipografia Școalei Superioare de Răsboiu, București, 1905
- Tactica generală. Curs profesat de Locot. Colonel Cristescu Constantin, Tipografia Școalei Superioare de Răsboiu, București, 1909[5]

## Decorații
- Ordinul „Steaua României”, în grad de ofițer (1904)
- Ordinul „Coroana României”, în grad de ofițer (1909)
- Ordinul „Frantz Iosef, în grad de mare ofițer (Imperiul Austro-Ungar)
- Ordinul „Sfântul Sava, în grad de mare ofițer (Serbia, 1913)
- Medalia jubiliară „Carol I” (1906)
- Medalia  „Bene Merenti”,  clasa I, (1910)
- Semnul onorific de aur pentru serviciu militar de 25 de ani (1912)

## Controverse
Deși a avut o contribuție importantă la victoriile armatei române din anul 1917, datorită unor neînțelegeri cu contemporanii săi, mai ales cu familia generalului Eremia Grigorescu, i s-a refuzat înmormântarea la Mausoleul de la Mărășești. Osemintele generalului Constantin Cristescu odihnesc încă la cimitirul civil Bellu din București.